# Tamzin Townsend
Tamzin Townsend (Liverpool, 1969) és una directora de teatre anglesa.
La seva mare era actriu i professora de teatre, el seu pare, escriptor. Ella la portava a Stratford-upon-Avon, on feia un taller amb la Royal Shakespeare Company; allà va veure treballar a Judi Dench, Ian McKellen, etc. Va estudiar Art Dramàtic a Kent. Als 23 anys es trasllada a Barcelona, on hi va estar 15 anys. Des de llavors no ha parat de treballar i de collir un èxit rere l'altre en unes èpoques en què els directors teatrals s'han convertit en les autèntiques estrelles dels espectacles. Durant molt de temps va compaginar la direcció d'espectacles entre Madrid i Barcelona, però finalment, com que la major part de la feina li sortia a Madrid, s'hi va traslladar.
El 2010 torna a dirigir a Barcelona amb l'obra de Yasmina Reza Un déu salvatge, peça de la qual va dirigir la versió castellana amb Maribel Verdú i Aitana Sánchez-Gijón. La versió catalana, al Teatre Goya, comptà amb un repartiment de luxe: Jordi Boixaderas, Ramon Madaula, Roser Camí i Vicenta N'Dongo.
Ha traduït al català: Quan era petita de Sharman MacDonald; Comèdia negra de Peter Shaffer; L'autèntic inspector Hound de Tom Stoppard i Closer de Patrick Marber.

## Obres dirigides[4]
- 2010 Un déu salvatge, de Yasmina Reza. Teatre Goya, Barcelona.
- 2009 Un dios salvaje, de Yasmina Reza.
- 2008 Seis clases de baile en seis semanas, de Richard Alfieri. Teatro Marquina, Madrid;[5] i el 2009-2010 al Teatre Borràs, Barcelona.[6]
- 2007 Crispetes de Jaume Esquius, co-dirigida per Ariadna Martí. Sant Andreu Teatre (SAT)[7]
- 2006 Jo sóc un altre!, d'Esteve Soler. Sala Tallers del Teatre Nacional de Catalunya.[8]
- 2005 Historia de una vida de Donald Margulies. Madrid, Barcelona.
- 2004 El método Grönholm (El mètode Grönholm), de Jordi Galceran. Teatro Marquina, Madrid.[9]
- 2004 Almenys no és Nadal, de Carles Alberola. Teatre Nacional de Catalunya.
- 2003 Closer (Acosta’t) de Patrick Marbar. Producció del Teatre Villarroel, Barcelona.
- 2002 Diez de Juan Carlos Rubio. Estrenat a Cadis al Teatro J.L. Galiardo. Producció: Entrecajas.
- 2002 Això a un fill no se li fa de Josep Maria Benet i Jornet. Teatreneu, Barcelona.
- 2000 Palabras encadenadas (Paraules encadenades) de Jordi Galcerán. Teatro Infanta Isabel, Madrid. Pentación i Focus.
- 2000 Esto a un hijo no se le hace de Josep Maria Benet i Jornet. Euroescena.
- 2000 Palabras encadenadas de J. Galcerán. Teatro Cervantes de Buenos Aires. Producció del Teatro Nacional Cervantes, Focus i Pentación.
- 1999 L'autèntic inspector Hound de Tom Stoppard, en traducció de la directora. Teatre Poliorama, Barcelona.[10]
- 1999 Comèdia negra de Peter Shaffer, en traducció de la directora. Teatre Poliorama, Barcelona.
- 1999 Penjats de Tim Firth. Teatre Villarroel, Barcelona.
- 1998 De què parlavem de Alan Ayckbourn. Reestrena. Teatre Arnau, Barcelona.
- 1997 Paraules encadenades de Jordi Galcerán. Teatre Romea, Barcelona. CDGC.
- 1996 Macbeth de William Shakespeare. Pati Manning, Barcelona.
- 1996 El misteri de l'assassinat de David McGillivray i Walter Zerlin Jr. Teatre de l'Eixample, Barcelona.
- 1995 De què parlavem d'Alan Ayckbourn. Teatreneu, Barcelona.
- 1994 El diari d'Anna Frank, de Francis Goodrich i Albert Hackett. Teatreneu, Barcelona.
- 1994 Quan era petita, de Sharman MacDonald. Artenbrut, Barcelona.
- 1994 El pulpo en el garaje, d'Alfons Vilallonga. Sala Artenbrut, Barcelona.
- 1992 Bones festes, de Alan Ayckbourn. Teatreneu, Barcelona.
- 1991 The Government Inspector (L'inspector del govern, en rus: Ревизор, Revízor), de Gógol. The Mary Ward Center, Londres.
- 1989 The Company of Wolves (En companyia de llops), d'Angela Carter. The Penny Theatre, Canterbury, Kent.